# Oboriște, Varna
Oboriște (în bulgară Оборище) este un sat în comuna Vălci Dol, regiunea Varna,  Bulgaria. 

## Demografie
Componența etnică a satului Oboriște
     Bulgari (39,78%)
     Turci (51,76%)
     Romi (2,46%)
     Nicio identificare (4,57%)
     Altele (1,4%)
La recensământul din 2011, populația satului Oboriște era de 284 locuitori. Din punct de vedere etnic, majoritatea locuitorilor (51,76%) erau turci, existând și minorități de bulgari (39,78%) și romi (2,46%). Pentru 4,57% din locuitori nu este cunoscută apartenența etnică.